# 腰子 (食物)

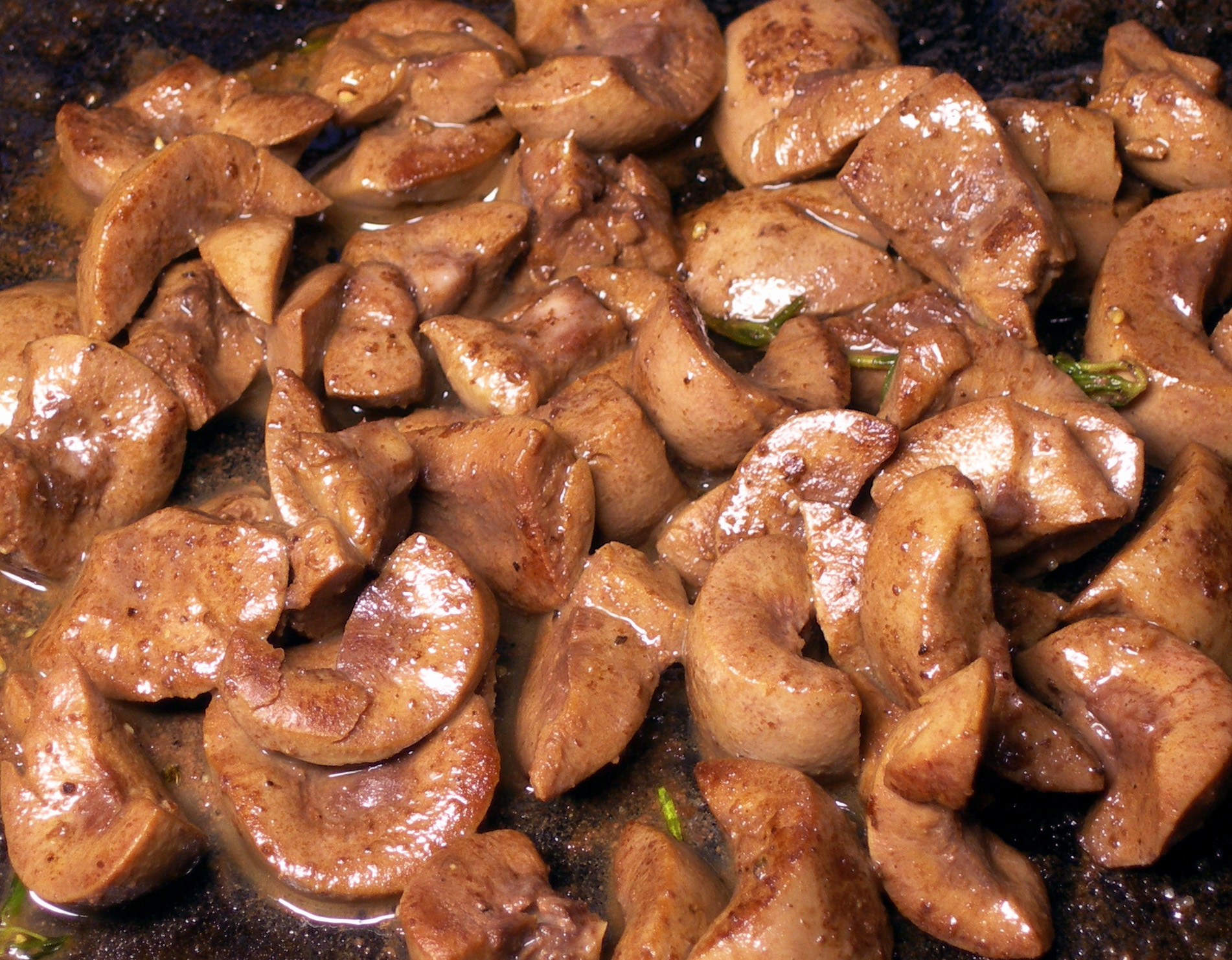
烤羊肾

腰子是指动物的肾脏，可以食用。 腰子可以拿來炙烤、煸、烤或焖烧。  例如人們在製作法国砂锅、濃湯或西式餡餅時就可以放入腰子。 通常人們食用的腰子來自牛、小牛、羊、猪以及雞。 
腰子在冰箱中的保存时间不超过一天，不過可以冷冻。解冻後的腰子应尽快使用。 
腰子內含有蛋白质、維生素A 、核黄素、烟酸、维生素B12、铁、磷、锌以及少量的维生素C。腰子是低脂食品，不過含有大量膽固醇。 

## 历史
古埃及就有人食用腰子。 古埃及的坟墓中也发现了煮熟的腰子。